# Acolastus arabicus
Acolastus arabicus es un coleóptero de la familia Chrysomelidae.
Fue descrita científicamente por primera vez en 1982 por Lopatin.